# وادي بعنقودين
وادي بعنقودين هي إحدى القرى اللبنانية من قرى قضاء جزين في محافظة الجنوب.